# Марк Юній Брут (консул 178 року до н. е.)
Марк Юній Брут (лат. Marcus Junius Brutus; близько 240 до н. е. —після 164 до н. е.) — політичний, державний та військовий діяч Римської республіки, консул 178 року до н. е.

## Біографія
Походив з роду нобілів Юніїв. Син Марка Юнія Брута. Здобув класичну освіту. 
Політичну кар'єру розпочав у 195 році до н. е., його обрано народним трибуном разом зі своїм братом Публієм Юнієм Брутом. На цій посаді протистояв консерваторам на чолі із Марком Порцієм Катоном Старшим. У 193 році до н. е. став плебейським еділом. Разом із своїм колегою Луцієм Оппієм Салінатором сприяв зведенню на Форумі плебейського Табернаума.
У 191 році до н. е. його обрано претором. Під час своєї каденції висвятив храм Матері Богів на Палатині. Цього присвятив відповідні ігри. У 189 році до н. е. призначено децемвіром для врегулювання стосунків із союзниками у Малій Азії після Апамейського миру з Селевкідами.
У 178 році обрано консулом разом із Авлом Манлієм Вульсоном. Був відправлений для придушення повстання у Лігурії, а згодом на допомогу своєму колезі в Істрії. У цій кампанії досяг успіху. У 177 році до н. е. консул Гай Клавдій Пульхр без дотримання необхідних ритуалів намагався перебрати владу над військом, проте Брут разом з Вульсон відмовив Пульхру в цьому праві. Лише після того, як Гай Клавдій у Римі здійснив усі необхідні обряди Марк Юній Брут передав командування Пульхру.
У 171 році до н. е. знову призначено посланцем до азійських царств. У 169 році до н. е. виставляв свою кандидатуру на посаду цензора, проте програв Гаю Клавдію Пульхру. Того ж року його направлено до війська консула Квінта Марція Філіпа, який воював проти Персея, царя Македонії.
У 164 році до н. е. був відправлений римським сенатом для врегулювання конфліктів між Аріаратом IV, царем Каппадокії, та галатами. Подальша доля невідома.

## Родина
- Децим Юній Брут Каллаік, коснул 138 року до н. е.
- Марк Юній Брут, претор 140 року до н. е.